# Cycloramphus lithomimeticus
Cycloramphus lithomimeticus es una especie de anfibio anuro de la familia Cycloramphidae.

## Distribución geográfica
Esta especie es endémica del estado de Río de Janeiro en Brasil. Fue descubierto en Itaguaí a 160 m sobre el nivel del mar.

## Publicación original
- da Silva & Ouvernay, 2012: A new species of stram-dwelling frog of the genus Cycloramphus (Anura, Cycloramphidae) from the state of Rio de Janeiro, Brazil. Zootaxa, n.º 3407, p. 49-60.[2]